# 桑吉贝角
桑吉贝角（？—？）藏族，籍贯不详，第一世甲热活佛。

## 生平
桑吉贝角是第一世甲热活佛。甲热活佛后来是强巴林寺第三大活佛系统（强巴林寺有三大活佛系统，第一大活佛系统是帕巴拉活佛，第二大活佛系统是谢瓦拉活佛，第三大活佛系统是甲热活佛）。第一世帕巴拉活佛德青多吉是巴邛曲珠（第一世谢瓦拉活佛）、桑吉贝角的老师。